# 酆舒
酆舒（前7世纪—前594年），春秋时期赤狄潞氏的国相，他是周文王第十七子酆侯的后裔，姬姓。
酆舒的先祖融入赤狄，成为赤狄贵族。他辅佐潞子婴儿联合白狄，侵扰晋国、鲁国等诸侯国。前620年，北狄攻打鲁国西部，晋国赵盾派贾季去责备酆舒。酆舒问贾季说：“赵衰、赵盾哪一个贤明？”贾季回答说：“赵衰，是冬天的太阳；赵盾，是夏天的太阳。”前598年，北狄分裂，白狄和长狄摆脱的赤狄控制。随后赤狄内讧，酆舒刺伤潞子婴儿的眼睛，杀死潞子婴儿的夫人、即晋景公的姐姐伯姬。前594年，晋景公派荀林父率军在曲梁打败赤狄。酆舒逃到卫国，卫国人把他执送到晋国，晋国人将他杀死。